# Dalton Grant
Dalton Loxley Grant (Hackney, 8 aprile 1966) è un ex altista britannico, campione europeo indoor a Parigi 1994.

## Biografia
In carriera è stato campione europeo indoor nel 1994 e ha vinto la medaglia d'argento ai campionati europei assoluti del 1998 a quelli indoor del 1989. Nel suo palmarès figurano anche un oro e un argento ai Giochi del Commonwealth e quattro titoli di campione nazionale britannico.
Ha partecipato a tre edizioni dei Giochi olimpici ottenendo come miglior piazzamento un settimo posto a Seul 1988, mentre nelle due occasioni successive (Barcellona 1992 e Atlanta 1996) fallì la qualificazione alla finale. Per due volte è rimasto ai piedi del podio ai campionati mondiali: a Tokyo 1991 giunse quarto stabilendo il suo primato personale con 2,36 m, stessa misura del cubano Javier Sotomayor e dello statunitense Hollis Conway, che si classificarono rispettivamente secondo e terzo per minor numero di errori. Stesso piazzamento ottenne ad Atene 1997.
Nel 1989 giunse secondo in Coppa del mondo.

## Palmarès
| Anno                                  | Manifestazione          | Sede         | Evento        | Risultato | Prestazione | Note |
| ------------------------------------- | ----------------------- | ------------ | ------------- | --------- | ----------- | ---- |
| In rappresentanza della Gran Bretagna |                         |              |               |           |             |      |
| 1985                                  | Europei juniores        | Cottbus      | Salto in alto | 6º        | 2,18 m      |      |
| 1987                                  | Europei indoor          | Liévin       | Salto in alto | 7º        | 2,27 m      |      |
| 1987                                  | Mondiali indoor         | Indianapolis | Salto in alto | 8º        | 2,28 m      |      |
| 1988                                  | Europei indoor          | Budapest     | Salto in alto | 11º       | 2,24 m      |      |
| 1988                                  | Giochi olimpici         | Seul         | Salto in alto | 7º        | 2,31 m      |      |
| 1989                                  | Europei indoor          | L'Aia        | Salto in alto | Argento   | 2,33 m      |      |
| 1989                                  | Mondiali indoor         | Budapest     | Salto in alto | 4º        | 2,35 m      |      |
| 1990                                  | Europei indoor          | Glasgow      | Salto in alto | 7º        | 2,24 m      |      |
| 1990                                  | Europei                 | Spalato      | Salto in alto | 4º        | 2,31 m      |      |
| 1991                                  | Mondiali                | Tokyo        | Salto in alto | 4º        | 2,36 m      |      |
| 1992                                  | Giochi olimpici         | Barcellona   | Salto in alto | 29º (q)   | 2,15 m      |      |
| 1993                                  | Mondiali indoor         | Toronto      | Salto in alto | 4º        | 2,34 m      |      |
| 1993                                  | Mondiali                | Stoccarda    | Salto in alto | 14º (q)   | 2,25 m      |      |
| 1994                                  | Europei indoor          | Parigi       | Salto in alto | Oro       | 2,37 m      |      |
| 1994                                  | Europei                 | Helsinki     | Salto in alto | 9º        | 2,25 m      |      |
| 1995                                  | Mondiali indoor         | Barcellona   | Salto in alto | 8º        | 2,28 m      |      |
| 1995                                  | Mondiali                | Göteborg     | Salto in alto | 14º (q)   | 2,27 m      |      |
| 1996                                  | Europei indoor          | Stoccolma    | Salto in alto | 19º (q)   | 2,15 m      |      |
| 1996                                  | Giochi olimpici         | Atlanta      | Salto in alto | 19º (q)   | 2,26 m      |      |
| 1997                                  | Mondiali indoor         | Parigi       | Salto in alto | 10º       | 2,25 m      |      |
| 1997                                  | Mondiali                | Atene        | Salto in alto | 4º        | 2,32 m      |      |
| 1998                                  | Europei                 | Budapest     | Salto in alto | Argento   | 2,34 m      |      |
| 2002                                  | Europei                 | Monaco       | Salto in alto | -         | nm          |      |
| 2003                                  | Mondiali indoor         | Birmingham   | Salto in alto | 12º       | 2,20 m      |      |
| In rappresentanza dell' Inghilterra   |                         |              |               |           |             |      |
| 1986                                  | Giochi del Commonwealth | Edimburgo    | Salto in alto | 7º        | 2,10 m      |      |
| 1990                                  | Giochi del Commonwealth | Auckland     | Salto in alto | Argento   | 2,34 m      |      |
| 1994                                  | Giochi del Commonwealth | Victoria     | Salto in alto | 5º        | 2,28 m      |      |
| 1998                                  | Giochi del Commonwealth | Kuala Lumpur | Salto in alto | Oro       | 2,31 m      |      |
| 2002                                  | Giochi del Commonwealth | Manchester   | Salto in alto | 6º        | 2,15 m      |      |

## Altre competizioni internazionali
1989
- Coppa Europa di atletica leggera ( Gateshead)
- Argento in Coppa del mondo ( Barcellona), salto in alto - 2,31 m